# Made
Made – program reality show emitowany przez telewizję MTV, w którym uczestnicy zmieniają swój dotychczasowy tryb życia, stając się m.in. sportowcami, artystami i tancerzami. Nastolatkom towarzyszy osobisty trener, związany z daną dziedziną życia, który pomaga osiągnąć ich cel w ciągu kilku tygodni. Uczestnikom towarzyszy również ekipa filmowa, które dokumentuje proces przemian. Powstały także lokalne wersje programu w Kanadzie, Francji i Niemczech.